# شاون اسپیرز
شاون اسپیرز (انگلیسی: Shawn Spears؛ زادهٔ ۱۹ فوریهٔ ۱۹۸۱) کشتی‌گیر کشتی حرفه‌ای اهل کانادا است.